# Schachblumenwiesen (Hagensdorf-Luising)

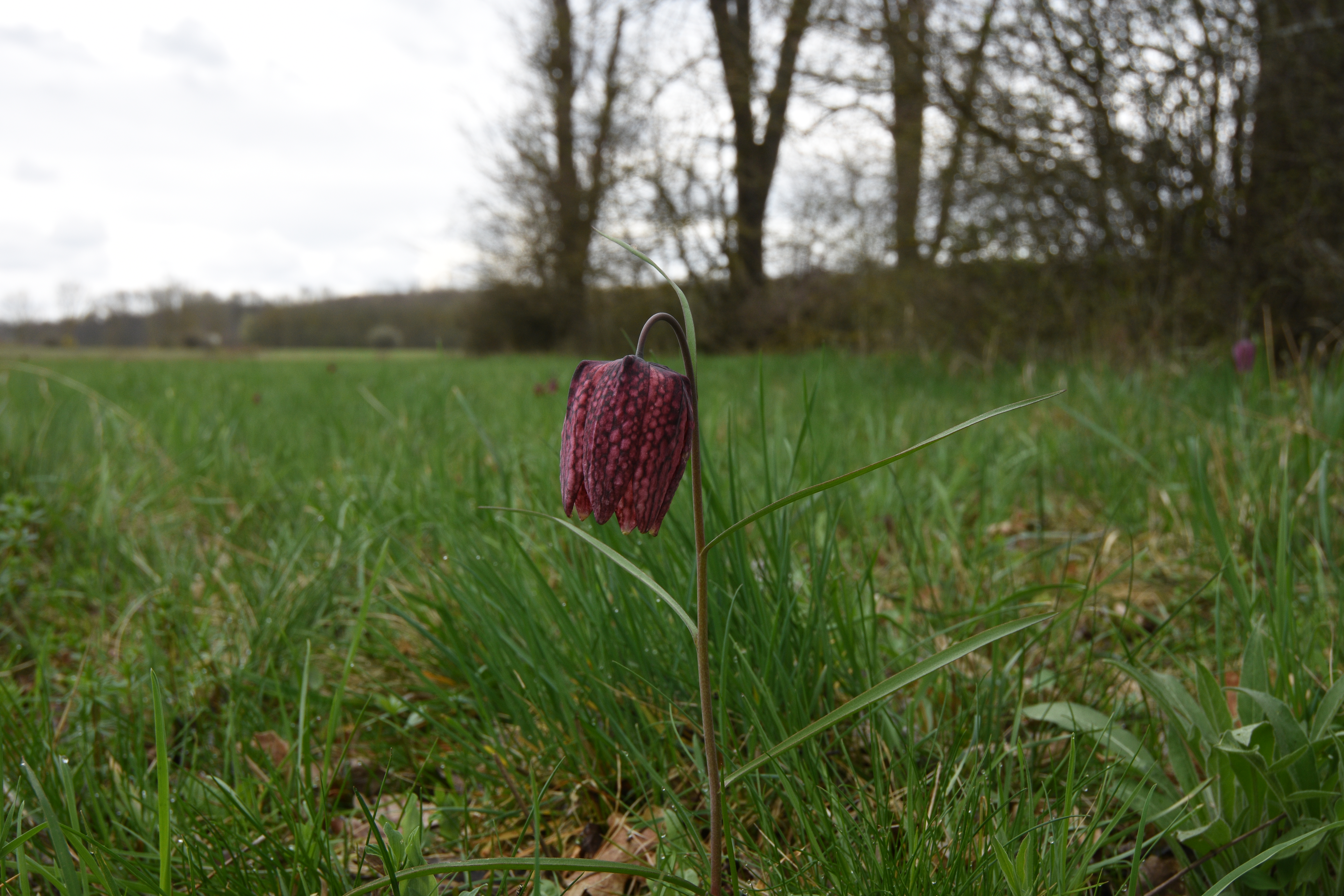
Schachblume auf der größeren der beiden Wiesen im Ortsteil Luising

Die Schachblumenwiesen Hagensdorf-Luising liegen in den Ortsteilen Hagensdorf (ungarisch Karácsfa) und Luising (ungarisch Lovászad) in der Gemeinde Heiligenbrunn (ungarisch Szentkút, kroatisch Šenkut) im Bezirk Güssing im Burgenland. Die Naturschutzgebiete weisen das größte Vorkommen der Schachblume (lateinisch Fritillaria meleagris) in Österreich auf.

## Beschreibung der Pflanze
Die ausdauernde krautige Pflanze aus der Familie der Liliengewächse (lateinisch Liliaceae) hat nickende weiße, rötliche oder purpur- bis braunviolette Blütenköpfe. Das charakteristische Schachbrettmuster ist namensgebend. Sie wächst hauptsächlich auf nassen, teils überschwemmten, luftarmen, nicht zu stickstoffreichen Lehm- und Tonböden (etwa auf Feucht- oder Fettwiesen) mit höchstens mäßiger Beschattung. Ihre Blütezeit reicht von Mitte März bis Mitte April.
Die Pflanze ist in Österreich vom Aussterben bedroht und ist vollkommen geschützt.

## Das Naturschutzgebiet
Insgesamt weist das Naturschutzgebiet eine ungefähre Größe von 47,65 ha auf. Die zwei voneinander getrennt liegenden Wiesen befinden sich außerhalb der Ortschaften, jeweils südlich davon, an Bach- oder Flussläufen.

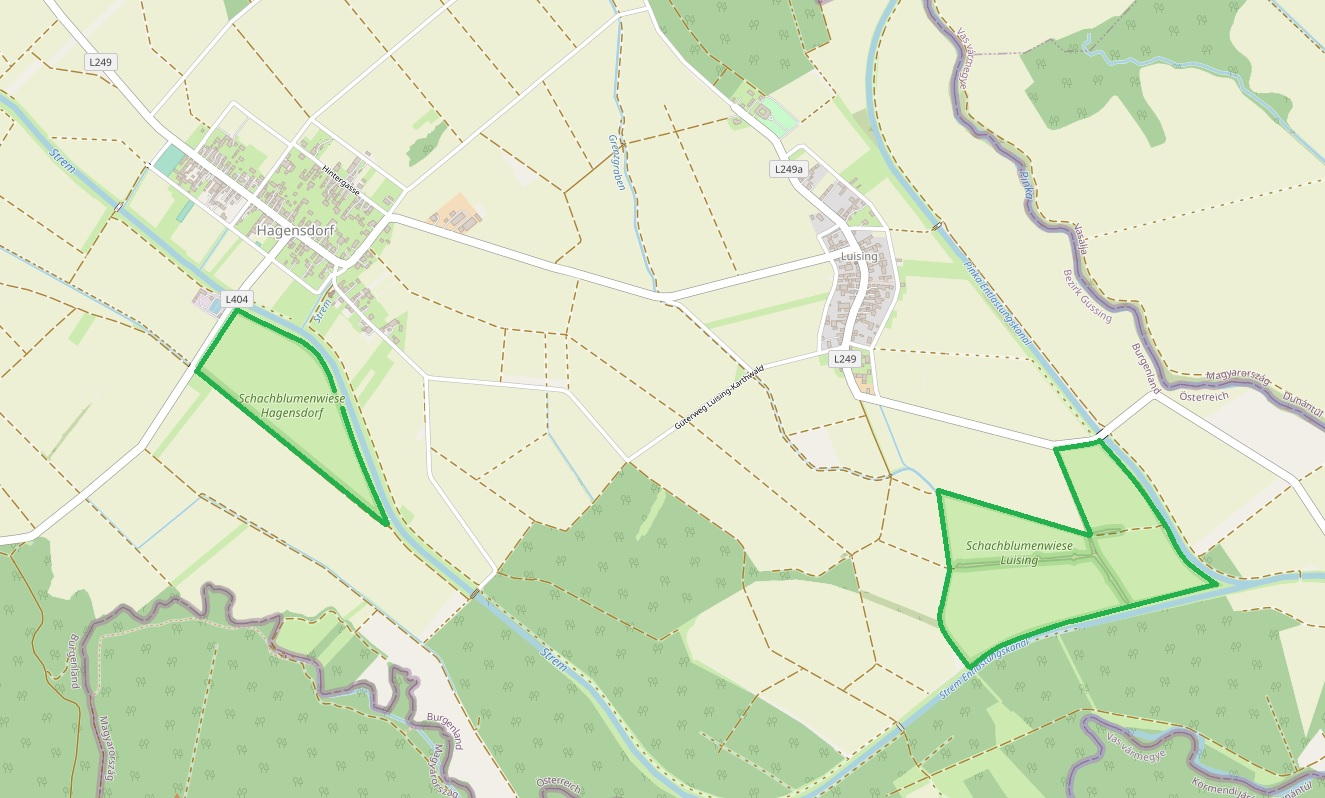
Lagekarte der Schachblumenwiesen

Mit knapp 33 ha Größe liegt das größere der beiden Gebiete im Ortsteil Luising, in den Rieden Auwald und Eschenwiesen direkt an der Grenze zu Ungarn. Es wird an drei Seiten von Wasserläufen begrenzt, von den Entlastungskanälen von Pinka (Ost) und Strem (Süd) und vom Grenzgraben (West). Erreichbar ist es über den Güterweg Schachblumenweg.
In Hagensdorf liegt die Wiese im Ried Hutweiden direkt an der Brücke der Bielinger Straße (L404) über die regulierte Strem. Sie ist mit ca. 14,65 ha flächenmäßig weitaus kleiner als die Schachblumenwiese in Luising. Durch die Lage an Strem und Feldgraben wird die Hagensdorfer Wiese aber ebenfalls zu zwei Dritteln von Wasserläufen begrenzt.
Beide Gebiete bestehen aus großen Wiesenflächen mit wenig Gehölz und stehen unter Vollnaturschutz.